# Pintor de Cleofrades

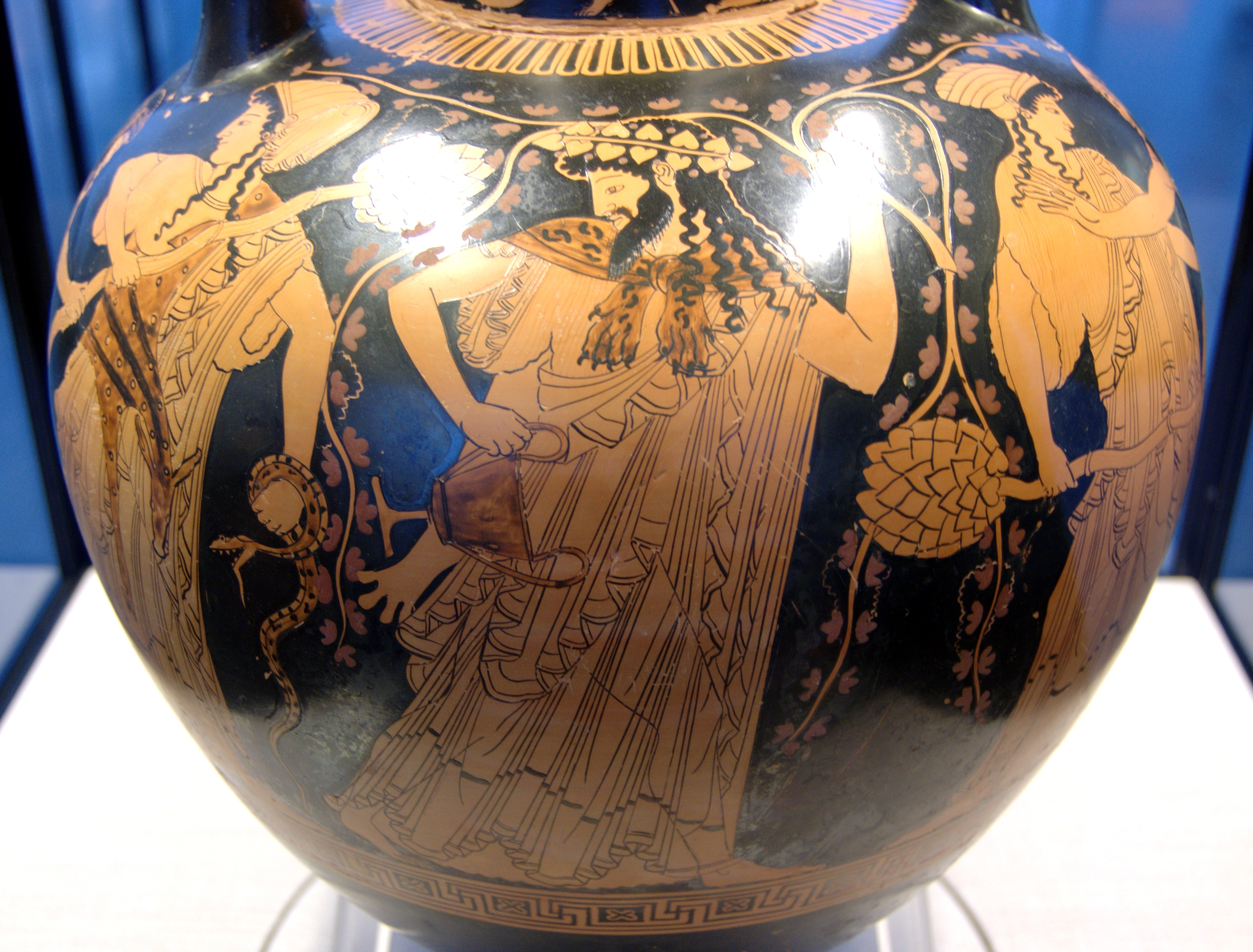
Àmfora del Pintor de Cleofrades. Munic, Staatliche Antikensammlungen 2344

Pintor de Cleofrades és el nom convencional donat a un pintor àtic actiu entre el 505 i el 475 abans de la nostra era.
Va ser alumne d'Eutímides i actiu amb el terrissaire Cleofrades, del qual pren el nom, tot i que, per un got descobert, se sap que es deia Epictet. Va decorar sobretot grans gerros: àmfores, craters de calze i voluta, pèlices, estamnes i moltes àmfores panatenaiques de figures negres. Se li han atribuït unes 150 obres, de les quals només 12 són copes.

## Obres

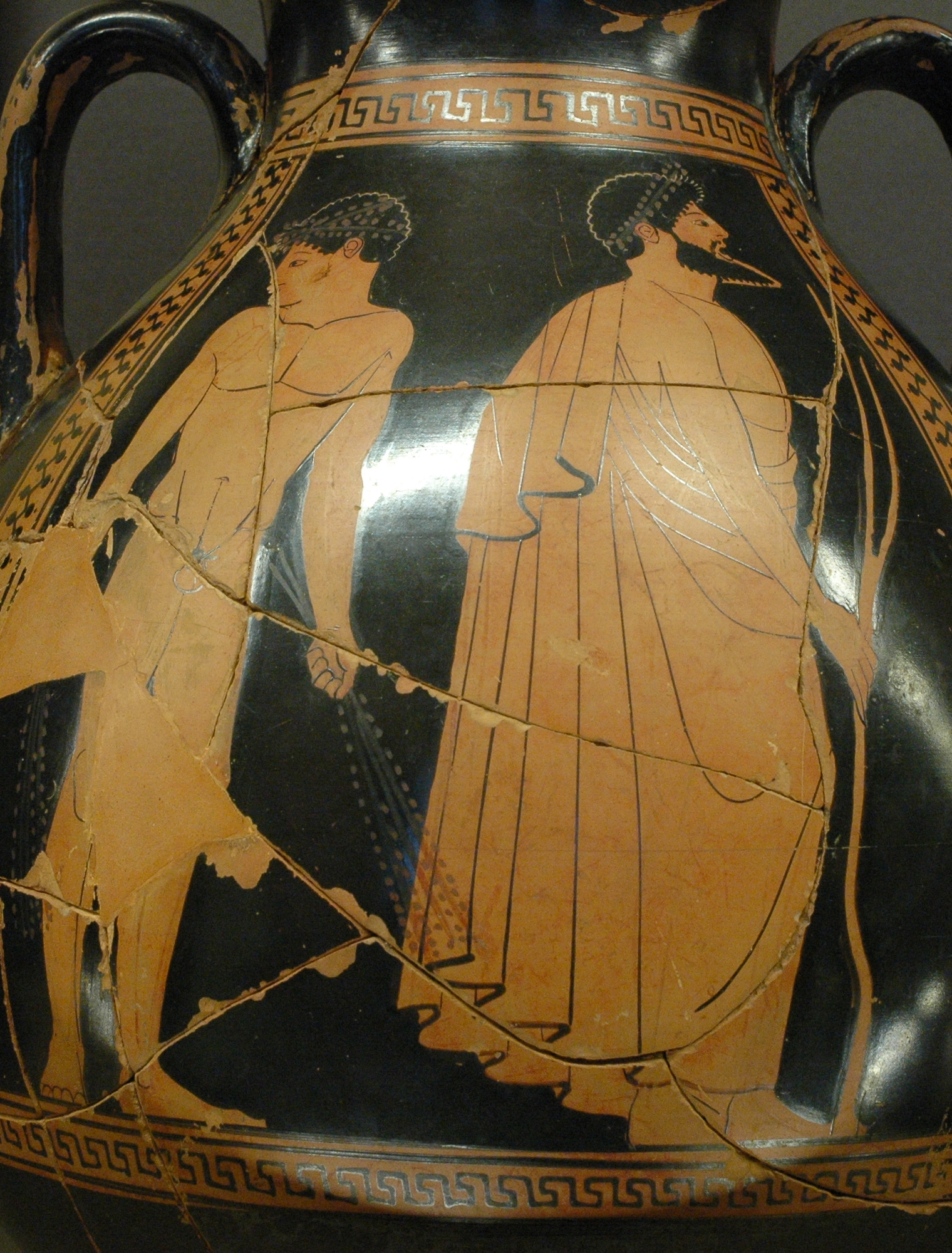
Mestre de gimnàstica i un dels seus atletes. Cara B d'un pèlice àtic de figures roges

En les obres més antigues predomina la influència de l'estil d'Eutimídes: n'és un exemple el crater de calze del Museu Arqueològic de Tarquínia, per la neteja del signe i la monumentalitat de la figura dins la composició. En les obres de la fase madura els estudiosos destaquen, per part del Pintor de Cleofrades, una participació emocional o intel·lectual major en les imatges representades, en comparança amb els contemporanis i els anteriors, que s'expressa en una menor tendència a la magnificència dels cossos, més preocupada per les manifestacions accidentals i en un interés més gran pels aspectes narratius.
L'estil de plenitud del Pintor de Cleofrades es manifesta al voltant de l'any 490 abans de la nostra era en la hídria del Museu Arqueològic Nacional de Nàpols (Hídria Vivenzio), amb la representació de la Guerra de Troia, narrada per episodis recollits en l'espatla, en què destaca l'analogia amb els frontons clàssics pel vèrtex del drama que es desprén del centre cap als extrems de la composició. Aquesta proximitat a altres arts es confirma per l'ús d'una policromia parcial a causa dels fons marrons diluïts, juntament amb les sobrepintures porpres, com es troba en l'àmfora de Munic (Staatliche Antikensammlungen 2344), amb Dionís envoltat de mènades i sàtirs. L'estructura particular de les figures del Pintor de Cleofrades també s'ha aproximat a l'escultura peloponesa contemporània (Apol·lo del frontó del Temple de Zeus Olímpic).